# Гончарок, Михаил Маркович
Моше (Михаил Маркович) Гончарок (род. 2 сентября 1962, Ленинград) — советский и израильский историк, публицист и прозаик.

## Биография
В 1984 г. закончил исторический факультет Ленинградского государственного педагогического института им. Герцена (ныне — Российский государственный педагогический университет им. А. И. Герцена).
С 1990 г. проживает в Израиле. Научный сотрудник Центрального архива истории сионизма (Central Zionist Archives), Иерусалим. Специалист в области истории еврейского анархистского движения (т. н. идиш-анархизм). Автор трех монографий (на русском языке) и брошюры (на идиш) по этой тематике, многочисленных публикаций в академических изданиях и статей в прессе Израиля, России, США. Пишет на русском, иврите, идиш. Статьи переводились на ряд европейских языков.
Первые публицистические статьи опубликованы в 1994-95 гг. в газете «Неделя» (еженедельник, Иерусалим, редактор — Александр Разгон, гл. редактор — Йосеф Менделевич), и в журнале «Слово» (Иерусалим, редактор — Александр Разгон).
Лауреат премии «Олива Иерусалима» в номинации исторических исследований (2006).
В 2007 г. в Бостоне вышел сборник прозы «Записки маргинала», в 2014 г. в Москве — второй («Хамса для подруги детства»), в 2022 г. в Бостоне — третий («Серпантин»).
Публикуется также в литературных журналах и альманахах Израиля, России, США («Огни столицы», «Иерусалимский журнал», «Кругозор» и др.). С 2007 г. — участник Содружества русскоязычных писателей Израиля «Столица», с 2008 г. — член Международной федерации русских писателей Архивная копия от 6 июля 2012 на Wayback Machine, с 2012 г. — член Совета МФРП.
С 2016 г. — член редколлегии  Российской еврейской энциклопедии.

## Избранная библиография
- Век воли. Русский анархизм и евреи (XIX—XX вв.) / Иерусалим, «Мишмерет шалом», 1996. Архивная копия от 5 октября 2013 на Wayback Machine
- Tsu der geshikhte fun der anarkhistisher prese oyf yidish («К истории анархистской прессы на идиш») / Yerusholayim, «Problemen», 1997.
- Очерки по истории еврейского анархистского движения (идиш-анархизм) / Иерусалим, «Проблемен», 1998.
- Пепел наших костров. Очерки истории еврейского анархистского движения (идиш-анархизм) / Иерусалим, «Проблемен», 2002. Архивная копия от 20 мая 2018 на Wayback Machine
- Записки маргинала (сборник рассказов) / Бостон, «M Graphics Publishing», 2007. Архивная копия от 23 декабря 2015 на Wayback Machine
- Хамса для подруги детства (рассказы) / Москва, «Булат», 2014.
- Пепел наших костров. Очерки истории еврейского анархистского движения (идиш-анархизм) (Издание второе, исправленное и дополненное) / М., «Сommon place», 2017. Архивная копия от 15 мая 2018 на Wayback Machine
- Серпантин (рассказы) / Бостон, «M Graphics Publishing», 2022.

## Публикации
- «Из воспоминаний еврейского анархиста» Архивная копия от 1 февраля 2012 на Wayback Machine на сайте Российские социалисты и анархисты после Октября 1917 года Архивная копия от 11 ноября 2012 на Wayback Machine
- «Mea shanim shel itonut yehudit anarkhistit» («Сто лет еврейской анархистской журналистики») // Журнал «Kesher», издание Тель-Авивского университета, выпуск 22, ноябрь 1997 (иврит) Архивная копия от 30 сентября 2021 на Wayback Machine
- Из истории прессы еврейского анархистского движения // Вестник еврейского университета в Москве, № 2(18). Москва — Иерусалим, 1998, с. 135—156.
- «Анархизм и национальный вопрос» Архивная копия от 5 марта 2016 на Wayback Machine (О переписке П. А. Кропоткина с М.Ярблюмом. Анархо-сионизм) — доклад на международной Кропоткинской конференции (9-11 декабря 2002 г., С.-Петербург) // Петр Алексеевич Кропоткин и проблемы моделирования историко-культурного развития цивилизации. Материалы международной научной конференции. СПб, «Соларт», 2005, с. 378—400.
- Рудольф Роккер и публикации о М. А. Бакунине в журнале «Жерминаль» (Лондон) // Человек из трех столетий (Прямухинские чтения — 2014, международная конференция, посвященная 200-летию со дня рождения М. А. Бакунина). М.: Типография «Футурис», 2015. С.240 — 249. (недоступная ссылка)
- К вопросу о взаимосвязи некоторых аспектов иудаизма и анархизма Архивная копия от 4 августа 2020 на Wayback Machine
- К вопросу о взаимосвязи некоторых аспектов иудаизма и анархизма в ежегоднике «Цайтшрифт» («Часопіс»). Минск — Вильнюс, 2011 т. 6 (1), с. 8-22 , рецензия на выпуск ежегодника в газете «Форвертс» Архивная копия от 2 апреля 2015 на Wayback Machine
- Анархизм и сионизм: дебаты о еврейской национальной идентичности // «Цайтшрифт» («Часопіс»). Минск — Вильнюс, 2016, т. 10 (5), с. 87-109.
- Из истории еврейского (идиш) анархистского движения в США (1880-е — 1970-е гг.) // «Русские евреи в Америке». Редактор-составитель: Эрнст Зальцберг. Книга 14. Торонто — Санкт-Петербург, «Гиперион», 2016, с. 49-70.
- Материалы к биографиям литераторов — активистов еврейского анархистского движения в Северной Америке // «Русские евреи в Америке». Редактор-составитель: Эрнст Зальцберг. Книга 15. Торонто — Санкт-Петербург, «Гиперион», 2017, с. 9-38.
- «Визит к Минотавру» Архивная копия от 2 апреля 2015 на Wayback Machine в журнале «Кругозор» Архивная копия от 8 декабря 2012 на Wayback Machine
- Рассказы в «Иерусалимском журнале» — № 31 Архивная копия от 5 марта 2016 на Wayback Machine, № 38 Архивная копия от 14 апреля 2018 на Wayback Machine, № 44 Архивная копия от 29 ноября 2016 на Wayback Machine
- Михаил Копелиович о книге «Записки маргинала» Архивная копия от 25 октября 2013 на Wayback Machine, «Иерусалимский журнал» 2009, № 32
- Рассказы в литературно-историческом журнале «Что есть истина?» Архивная копия от 13 ноября 2012 на Wayback Machine — № 17 Архивная копия от 4 марта 2016 на Wayback Machine, № 18 Архивная копия от 4 марта 2016 на Wayback Machine
- «Живые и мёртвые» Архивная копия от 23 октября 2012 на Wayback Machine в еженедельной Интернет-газете «Мы здесь» Архивная копия от 10 октября 2014 на Wayback Machine
- Серпантин. Рассказы в журнале «Семь искусств», № 58, декабрь 2014 г. Архивная копия от 20 декабря 2014 на Wayback Machine
- Макраме. Рассказы в журнале «Семь искусств», № 68, ноябрь 2015 г. Архивная копия от 17 ноября 2015 на Wayback Machine
- Старые и новые веяния. Из записок мадригала (Из цикла «Литераторские мостки»). Рассказы в журнале «Семь искусств», № 4(73), апрель 2016 г. Архивная копия от 27 апреля 2016 на Wayback Machine
- Птеродактиль, говорящий на идиш. Рассказы в журнале «Заметки по еврейской истории», № 181, январь 2015 г. Архивная копия от 3 февраля 2015 на Wayback Machine
- Из «Психических заметок». Рассказы в журнале «Заметки по еврейской истории», № 182, февраль — март 2015 г. Архивная копия от 17 марта 2015 на Wayback Machine
- Из объяснительной записки. Рассказы в журнале «Еврейская старина», № 2(85), июнь 2015 г. Архивная копия от 26 сентября 2015 на Wayback Machine
- «Маленькая женщина» Архивная копия от 2 апреля 2014 на Wayback Machine (об Эстер Разиэль-Наор) в журнале «Заметки по еврейской истории» № 6(165) июнь 2013 г.
- Аба Гордин: Лев Чёрный — Павел Дмитриевич Турчанинов (1875—1921). Перевод с идиш Архивная копия от 14 июля 2014 на Wayback Machine в журнале «МАСТЕРСКАЯ» Архивная копия от 27 июля 2013 на Wayback Machine, июль, 2013
- Бунтарь из Литвы Архивная копия от 19 июля 2014 на Wayback Machine (об А. Гордине). «МАСТЕРСКАЯ» Архивная копия от 27 июля 2013 на Wayback Machine, июль, 2013
- Аба Ахимеир. Аба Гордин — в духе Кропоткина Архивная копия от 14 июля 2014 на Wayback Machine (перевод с иврита). «МАСТЕРСКАЯ» Архивная копия от 27 июля 2013 на Wayback Machine, август, 2013
- «Расстрелянные звёзды» Архивная копия от 9 августа 2014 на Wayback Machine в еженедельной Интернет-газете «Мы здесь» Архивная копия от 10 октября 2014 на Wayback Machine , в газете «Форвертс» Архивная копия от 2 апреля 2015 на Wayback Machine
- Проза в журнале «Открытый дом» № 1, № 2, № 3, № 5, № 9, № 11-12
- Рассказ Homo floresiensis в журнале «Чайка» Архивная копия от 10 марта 2018 на Wayback Machine
- Моше Гончарок: Памяти Майи Улановской Архивная копия от 3 июля 2020 на Wayback Machine в журнале «МАСТЕРСКАЯ» Архивная копия от 27 июля 2013 на Wayback Machine
- Моше Гончарок: Памяти Майи Улановской Архивная копия от 6 июля 2020 на Wayback Machine в альманахе «Еврейская Старина» Архивная копия от 26 июня 2020 на Wayback Machine, № 2(105) 2020 года
- М. Гончарок. Проза в журнале «Времена» (Published by M•Graphics | Boston, MA), начиная с № 3 (19) — 2021 Архивная копия от 9 июня 2021 на Wayback Machine
- Интервью в «Еврейском журнале», выпуск #22, сентябрь 2021 г. Архивная копия от 21 сентября 2021 на Wayback Machine
- «Литературный европеец». – Франкфурт-на-Майне, начиная с № 299 – 2023 ("Архивная мозаика. Рассказы").
- «Мосты» (альманах), Франкфурт-на-Майне, №77, 2023. Борис Камянов: Обретенный младший брат (предисловие к книге рассказов М. Гончарка "Серпантин")
- «Мосты» (альманах), Франкфурт-на-Майне, №78, 2023. Анатолий Либерман: Литературное обозрение (о книге рассказов М. Гончарка "Серпантин")